# Paphiopedilum mastersianum
Paphiopedilum mastersianum är en orkidéart som först beskrevs av Heinrich Gustav Reichenbach, och fick sitt nu gällande namn av Stein. Paphiopedilum mastersianum ingår i släktet Paphiopedilum och familjen orkidéer.

## Underarter
Arten delas in i följande underarter:
- P. m. mastersianum
- P. m. mohrianum

## Bildgalleri

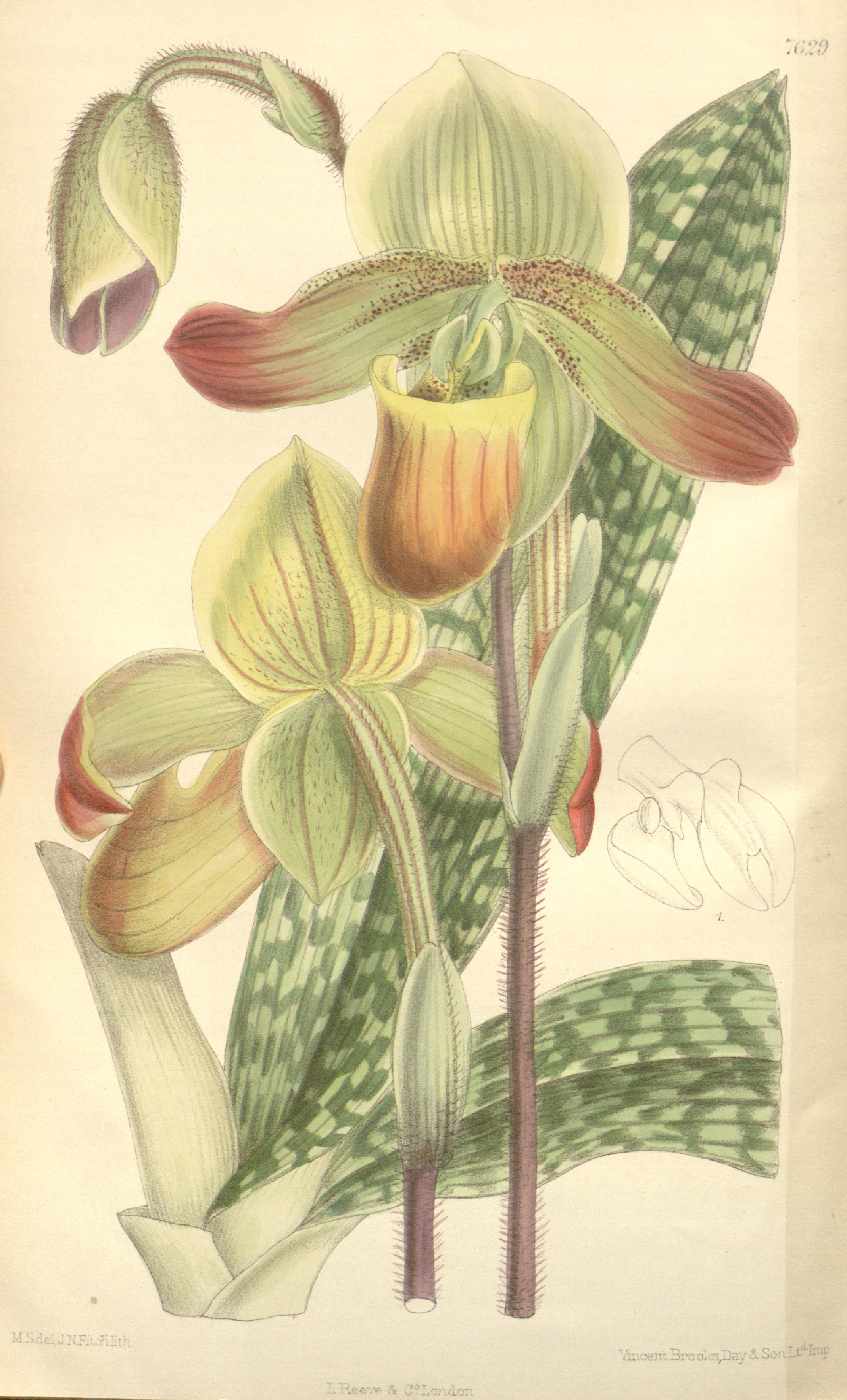